# Mytilidae

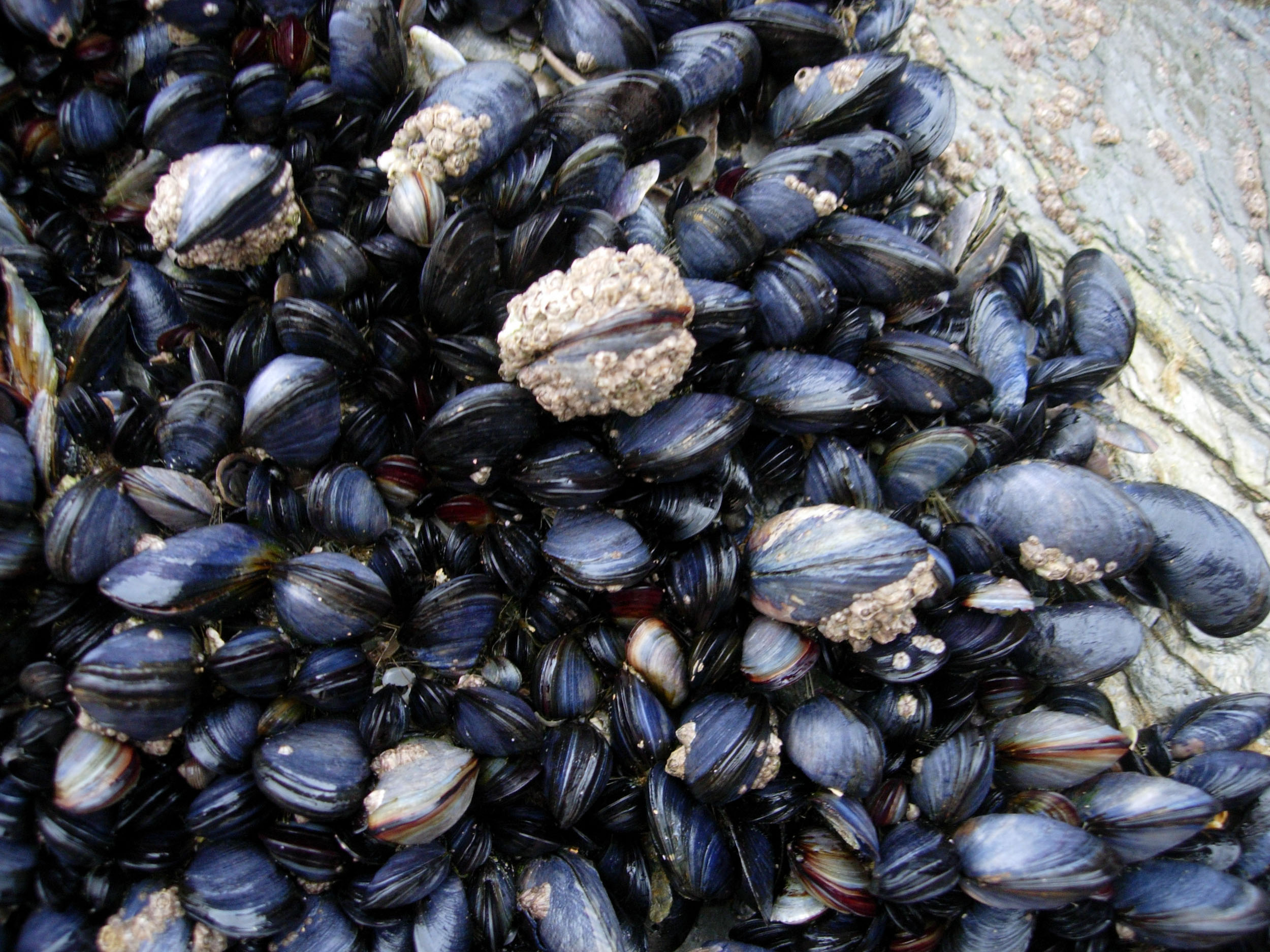

Mytilidae è una famiglia di molluschi bivalvi, l'unica dell'ordine Mytilida, conosciuti comunemente come mitili o mitilidi. Talvolta con il nome di mitili vengono identificate le specie del solo genere Mytilus e in particolare la specie del mitilo mediterraneo.
La parola mitile, usata comunemente, è invece errata in quanto il singolo esponente di quest'ordine va chiamato mitilo. In alcune regioni italiane si usa il termine di muscolo (soprattutto in Liguria) o di cozza. In Veneto si chiama peocio mentre in triestino istriano e fiumano pedocio.

## Generi
- Adipicola Dautzenberg, 1927
- Adula H. Adams & A. Adams, 1857
- Amygdalum Megerle von Muhlfeld, 1811
- Arcuatula Soot-Ryen, 1955
- Aulacomya Mörch, 1853
- Botula Mörch, 1853
- Brachidontes Swainson, 1840
- Crenella T. Brown, 1827
- Dacrydium Torell, 1859
- Geukensia Van de Poel, 1959
- Gregariella di Monterosato, 1884
- Idasola Iredale, 1939
- Ischadium Jukes-Browne, 1905
- Lioberus Dall, 1898
- Lithophaga Roding, 1798
- Megacrenella Habe & Ito, 1965
- Modiolarca Gray, 1842
- Modiolula Sacco, 1898
- Modiolus Lamarck, 1799
- Musculista Yamamoto & Habe, 1958
- Musculus Roding, 1798
- Mytilus Linnaeus, 1758
- Perna Philipsson, 1788
- Rhomboidella Monterosato, 1884
- Septifer Recluz, 1848
- Solamen Iredale, 1924
- Stenolena Dall, Bartsch, & Rehder, 1938
- Vilasina Bartsch, 1960
- Xenostrobus Wilson, 1967:)